# Thieulloy-la-Ville
Thieulloy-la-Ville è un comune francese di 115 abitanti situato nel dipartimento della Somme nella regione dell'Alta Francia.

## Società

### Evoluzione demografica
Abitanti censiti